# Via degli Arazzieri
Via degli Arazzieri, è una strada del Centro storico di Firenze che collega piazza San Marco a via San Gallo (canto dei Preti), proseguendo in via XXVII Aprile. Già Via del Cafaggio di San Marco, cioè era un'antica viottola vicino al convento di San Marco. 

## Storia e descrizione

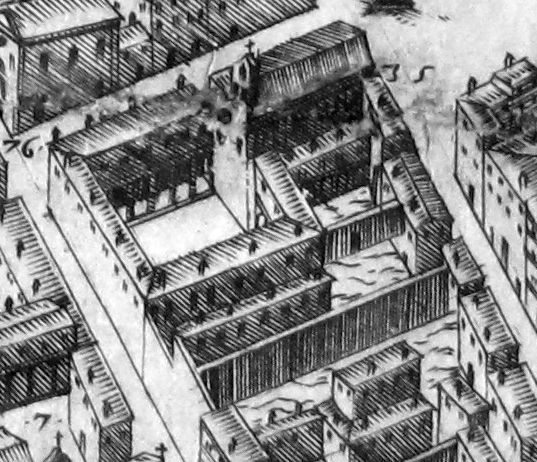
Il convento di Santa Caterina e via Arazzieri nella pianta del Buonsignori

Si tratta di un tracciato antico, sorto all'interno delle proprietà dell'ospizio della compagnia di Gesù Pellegrino (detta compagnia dei Preti e poi dei Pretoni, eretta nel 1313) e quindi diventato nel Cinquecento di confine tra questo e il convento femminile domenicano di Santa Caterina da Siena (poi palazzo del Comando Militare). 
Sulle caratteristiche originarie di questa strada così scrive Guido Carocci nel suo Illustratore fiorentino per l'anno 1908: "La strada, che passava tra il monastero di S. Caterina da Siena dell'ordine domenicano, e l'ospedale della compagnia dei Preti, volgarmente detta dei Pretoni, era d'origine antica; ma per esser posta in luogo solitario e poco frequentato venne chiusa da cancelli che restavano aperti soltanto di giorno". A documentare il fatto lo stesso Carocci trascrive un documento dell'Archivio di Stato del 1388 nel quale gli ufiziali di Torre ribadiscono l'obbligo della chiusura ricordando come la strada fosse nata quale chiostro dell'edificio dei Preti. 
Sul lato nord inoltre, a partire dal Quattrocento, i Medici sistemarono un vasto terreno di loro proprietà a giardino, il noto giardino di San Marco, dove raccolsero opere di scultura delle loro collezioni e ne permisero lo studio a giovani promesse, sotto la sorveglianza dello scultore Bertoldo di Giovanni: tra quei pupilli ci fu anche un giovanissimo Michelangelo Buonarroti. Saccheggiato dopo la seconda e la terza cacciata dei Medici, il giardino riprese vita solo nel Cinquecento quando, a ridosso del casino Mediceo, vi ebbero sede le officine per il lavoro delle pietre dure e dell'ebanisteria. Quando, nel 1545, Cosimo I de' Medici chiamò dalle Fiandre i tessitori di arazzi, concesse loro in uso quei locali usati dalla compagnia di Gesù Pellegrino, e la strada assunse la denominazione che ancora oggi mantiene. 
Il tracciato, oltremodo breve, in sintonia con le vicende indicate, è caratterizzato dalla presenza dei prospetti secondari di edifici e palazzi che guardano con i loro ingressi o a via Camillo Cavour e piazza San Marco, o a via San Gallo. Questo carattere, che rendeva la via appartata e del tutto secondaria nella rete viaria cittadina, subì una radicale trasformazione nel momento in cui, attorno al 1844, fu tracciata la via Ventisette Aprile, per collegare l'area della piazza di San Marco con il nuovo quartiere di Barbano, sorto su progetto di Flaminio Chiesi e articolato attorno all'allora piazza Maria Antonia, poi detta dell'Indipendenza. Di questo asse, oggi di notevole scorrimento veicolare, via degli Arazzieri è diventata accesso e primo tratto.

### Edifici
| Immagine | n.   | Nome                          | Descrizione |
| -------- | ---- | ----------------------------- | --- |
|          | 2-4  | Palazzina della Livia         | La palazzina fu un po' il prototipo dei villini che nel corso dell'Ottocento colmarono lo spazio attorno ai viali di circonvallazione, creatosi dopo l'abbattimento delle mura, opera dell'architetto Bernardo Fallani per Livia Malfatti Raimondi, amante del granduca Pietro Leopoldo. Il fronte su questo lato documenta dei lavori eseguiti a partire dal 1865 per ospitare nel complesso parte degli uffici della Direzione Generale del Demanio e Tasse. I primi lavori di adattamento (quando la sede sembrava dover essere provvisoria) furono limitati e diretti dall'ingegnere Cesare Fortini dipendente dall'architetto Paolo Camotto, quindi, diventata questa sede definitiva, dall'ingegnere Nicola Nasi dipendente da Francesco Mazzei. Al Nasi, tra l'altro, si deve la costruzione di un secondo piano del corpo di fabbrica addossato al casino su via degli Arazzieri (numeri civici 2-4), così da raggiungere l'altezza del casino stesso ("un orrendo bubbone, un'escrescenza imposta al volume originale senza alcuna grazia", commenta Mario Bucci). Lavori di restauro al complesso sono documentati al 1897. Attualmente l'edificio ospita il Circolo Ufficiali di presidio. |
|          | s.n. | Ex convento di Santa Caterina | Si trova in piazza San Marco a Firenze, con ingressi anche su via Cavour e Via degli Arazzieri e Via San Gallo. Oggi vi si trova la Sede del Comando Militare Esercito "Toscana". |
|          | s.n. | Oratorio di Gesù Pellegrino   | Inizialmente consacrata come chiesa di San Salvatore, passò poi alla confraternita omonima, che dal 1313 era solita ospitare nei locali in zona i sacerdoti in pellegrinaggio, su istituzione del vescovo Antonio d'Orso. La dedica della chiesa fu cambiata e diventò chiesa di San Jacopo. Con la riforma delle istituzioni assistenziali fiorentine ad opera del Vescovo Sant'Antonino, la confraternita ospitò un luogo di ricovero per anziani sacerdoti. |